# Koninklijke Winterswijkse Orkest Vereeniging
De Koninklijke Winterswijkse Orkest Vereeniging werd opgericht op 2 januari 1902 door de heren B.J. Schreurs en A. Scholten. Ze bestaat uit een harmonieorkest, een symfonieorkest, opleidingsorkesten voor de harmonie- en symfonieafdelingen en een slagwerkgroep. De vereniging telt ongeveer 150 leden.
De KWOV is opgericht als een symfonie-orkest. Al snel ontstonden er ook een harmonie-orkest en een boerenkapel. Het harmonieorkest was al voor de Tweede Wereldoorlog zeer succesvol. Het orkest speelt sinds 1939 in de hoogste afdeling van de amateurorkesten, de eerste divisie (vroeger Vaandelafdeling)